# Bernd Fährrolfes
Bernd Fährrolfes (* 27. September 1984) ist ein ehemaliger deutscher Basketballspieler.

## Werdegang
Fährrolfes, ein 2,04 Meter großer Innenspieler, war in der Saison 2006/07 mit 22,3 Punkten je Begegnung bester Korbschütze des MTV Aurich in der 2. Regionalliga. Im Sommer 2007 wurde er vom USC Freiburg verpflichtet, mit dem er in der neugegründeten 2. Bundesliga ProB antrat.
2008 wechselte Fährrolfes innerhalb der Liga zu den P4two Ballers Osnabrück. Ab 2009 war er mit den Niedersachsen in der zweithöchsten deutschen Spielklasse, 2. Bundesliga ProA, vertreten. Nachdem er während der Saison 2009/10 für Osnabrück in zwölf ProA-Einsätzen im Schnitt 1,9 Punkte je Begegnung erzielt hatte, schloss sich Fährrolfes dem Regionalligisten UBC Münster an, den er ab dem Spieljahr 2010/11 verstärkte. 2012 wechselte er aus Münster zum TuS Bramsche. Für die Mannschaft spielte Fährrolfes bis 2018 in der 2. Regionalliga. Er war Bramscher Mannschaftskapitän und spielte bei dem Verein zeitweise an der Seite seines Bruders Heiner. 2018 ging er aus beruflichen Gründen nach Düsseldorf, er wurde in Bramsche mit einem Abschiedsspiel geehrt.